# Mark-Paul Gosselaar
Mark Paul Gosselaar, född 1 mars 1974, är en amerikansk skådespelare. Han är mest känd för sina roller som Zack Morris i serien Pang i plugget, John Clark i NYPD Blue, Jerry Kellerman i Raising the Bar och Peter Bash i Franklin and Bash. Gosselaar spelar Paul Johnson i TV-serien Mixed-ish.